# Listă de scriitori croați

## A
- Anto Adžamić
- Frano Alfirević
- Ivan Aralica

## B
- Goran Babić
- Vid Balog?
- Mate Balota (Mijo Mirković)
- Kristijan Hrvoslav Ban
- Veljko Barbieri
- Renato Baretić
- Lana Barić
- Krunoslav Bego
- Milan Begović
- Tito Bilopavlović
- Tomislav Marijan Bilosnić
- Ivana Bodrožić
- Jasen Boko
- Mirko Božić
- Ivan Brajdić
- Tituš Brezovački
- Nenad Brixy
- Ivana Brlić-Mažuranić
- Franjo Bučar
- Mile Budak
- Bruno Bušić

## C
- Juraj Carić
- August Cesarec
- Dalibor Cvitan

### Č
- Zvane Črnja
- Arijana Čulina
- Ferdo Čulinović?

### Ć
- Ivo Ćipiko
- Bora Ćosić

## D
- Joso Defrančeski
- Vladan Desnica
- Ivan Devčić
- Velimir Deželić stariji
- Ulderiko Donadini
- Ivan Dončević
- Vid Došen
- Danijel Dragojević
- Ivan Dragojević
- Slavenka Drakulić
- Daša Drndić
- Theodor Dürrigl

### Đ
- Ivančica Đerić

## E
- Viktor Car Emin

## F
- Nedjeljko Fabrio
- Zoran Ferić
- Jožef Ficko
- Goran Filipi
- Jure Franičević-Pločar
- Marin Franičević

## G
- Fran Galović
- Miro Gavran
- Ksaver Šandor Gjalski
- Siniša Glavašević (1960-1991)
- Mani Gotovac
- (Vlado Gotovac)
- Petar Gudelj

## H
- Albert Haler
- August Harambašić
- Monika Herceg (poetă, scriitoare, dramaturgă)
- Hrvoje Hitrec
- Josip Hitrec
- Joža Horvat
- Franjo Horvat Kiš
- Dubravko Horvatić
- Ines Hrain
- Vjekoslava Huljić

## I
- Joza Ivakić Strojil ?
- Željko Ivanković (croat bosniac)
- Nada Iveljić
- Daniel Ivin
- Radovan Ivšić

## J
- Stjepan Jakševac
- Ante Jakšić
- Vojin Jelić
- Živko Jeličić
- Rikard Katalinić Jeretov
- Miljenko Jergović (croat bosniac)
- Marija Jurić Zagorka

## K
- Vjekoslav Kaleb
- Pajo Kanižaj
- Damir Karakaš
- Rikard Katalinić Jeretov
- Dražen Katunarić
- Slavko Kolar
- Tin Kolumbić
- Mihovil Kombol
- Veselko Koroman
- Josip Kosor
- Mirko Kovač
- Josip Kovačević
- Ante Kovačić
- Josip Kozarac
- Ivo Kozarčanin
- Miroslav Križić
- Gustav Krklec
- Miroslav Krleža
- Vesna Krmpotić
- Mato Kudumija
- Eugen Kumičić
- Ivan Kušan
- Mladen Kušec
- Vojislav Kuzmanović

## L
- Tomislav Ladan
- Janko Leskovar
- Slaven Letica
- Mato Lovrak

## M
- Miroslav Slavko Mađer
- Zvonimir Majdak
- Vjekoslav Majer
- Ranko Marinković
- Mirjana Matić Halle
- Marijan Matković
- Antun Gustav Matoš
- Predrag Matvejević
- Grgur Mekinić
- Stjepan Mihalić
- Adela Milčinović
- Andrija Kačić Miošić
- Mihovil Pavlek Miškina

## N
- Alija Nametak
- Milutin Cihlar Nehajev
- Slobodan Novak

## O
- Ognjeslav Utješenović Ostrožinski

## P
- Ivan Pauletta
- Jurica Pavičić
- Mihovil Pavlek Miškina
- Pavao Pavličić
- Marija Peakić-Mikuljan
- Matko Peić
- Robert Perišić
- Damir Pilić
- Čedo Prica Plitvički
- Marko Pogačar
- Edo Popović
- Ognjen Prica
- Ivica Prtenjača

## R
- Milan Rakovac
- Ivan Raos
- Predrag Raos
- Delimir Rešicki
- Vedrana Rudan

## S
- Ivana Sajko
- Ivan Kukuljević Sakcinski
- Novak Simić  (croat bosniac)
- Davor Slamnig
- Miljenko Smoje
- Antun Sorkočević
- Ante Starčević
- Augustin Stipčević
- Bogdan Stopar
- Ivan Supek

## Š
- Ćiro Čičin Šain
- Petar Šegedin
- August Šenoa
- Bruno Šimleša
- Dinko Šimunović
- Ervin Šinko
- Slobodan Šnajder
- Antun Šoljan
- Krsto Špoljar
- Spomenka Štimec

## T
- Ante Nadomir Tadić-Šutra
- Ante Tentor
- Ante Tomić
- Josip Eugen Tomić
- Ljudevit Tomšič

## U
- Dubravka Ugrešić

## V
- Iso Velikanović
- Fausto Veranzio (latină: Faustus Verantius; croată: Faust Vrančić; maghiară: Verancsics Faustus; c. 1551 – 20 ianuarie 1617)[1]
- Nevenka Videk
- Ivan Vidić
- Grigor Vitez?
- Blaško Vojnić Hajduk
- Irena Vrkljan
- Šime Vučetić

## Z
- Tomislav Zajec
- Marija Jurić Zagorka
- Petar Zoranić

## După stil sau perioadă

### Renaștere
- Marko Marulić
- Marin Držić
- Hanibal Lucić
- Dinko Zlatarić
- Petar Zoranić

### Baroc
- Ivan Gundulić
- Ivan Bunić Vučić

### ClasicismșiSentimentalism
- Andrija Kačić Miošić
- Matija Antun Reljković

### Romantism
- Franjo Marković
- Ivan Mažuranić
- Matija Mažuranić
- Stanko Vraz
- August Šenoa

### Realism
- Ante Kovačić
- Silvije Strahimir Kranjčević
- Ivana Brlić-Mažuranić

### Modernism
- Antun Gustav Matoš
- Janko Polić Kamov

### Literatura secolului XX
- Mato Hanžeković (1884-1955)
- Tin Ujević
- Miroslav Krleža
- Ivo Andrić
- Ivana Brlić-Mažuranić
- Antun Branko Šimić
- Dragutin Tadijanović
- Vladimir Nazor
- Musa Ćazim Ćatić
- Ranko Marinković
- Vladan Desnica
- Mak Dizdar
- Tomislav Ladan
- Ivan Aralica
- Angelo Ritig
- Aleksandar Žiljak
- Mladen Bjažić

### Traducători
- Mate Maras

## Vezi și
- Listă de scriitori croați de literatură științifico-fantastică

1. ↑  Verantius, Faustus (also known as Fausto Vrancic or Veranzio) | Encyclopedia.com, www.encyclopedia.com